# Harald I di Norvegia
Harald Bellachioma, in italiano Araldo o Aroldo (in norreno Haraldr inn hárfagri; in norvegese Harald Hårfagre; Hadeland, 850 circa – Karmøy, 932), fu il primo re della Norvegia, dall'872 al 930.

## Ricostruzione storica
Gli unici testi di una certa estensione a lui contemporanei sono i poemi scaldici Haraldskvæði e Glymdrápa di Þorbjörn Hornklofi. Il primo, pervenuto solo in parte, descrive le sue battaglie, il secondo la sua corte, entrambi sono decisamente influenzati dalla mitologia norrena ed entrambi sono due agiografie, in quanto Þorbjörn era poeta di corte di Harald. Tutte le altre fonti si limitano a brevi cenni (es. Sendibítr, Hákonarmál), o sono pervenute del tutto frammentarie, oppure furono scritte circa tre secoli dopo il suo regno, spesso con contraddizioni fra di esse, pertanto è arduo ricostruire le vicende storiche attorno alla figura di questo re.

## Biografia

### Infanzia
Harald nacque attorno all'850 nell'Hadeland da Hálfdanr Guðrøðsson detto Svarti ("il Nero") e Ragnhildr, figlia di Sigurðr detto Hjørt ("il Cervo"), re di Ringerike. Nel 860 il padre morì affogato nelle gelide acque del lago Randsfjorden in seguito alla rottura della superficie ghiacciata e dal momento che Harald aveva solo dieci anni, il governo delle terre conquistate fu affidato allo zio materno Guthormr, che oltre a essere reggente, fu anche comandante dell'esercito e capitano della sua guardia personale. Molti sovrani e nobili norvegesi approfittarono della morte di Hálfdanr per estendere i loro domini: Gandálfr, re di Vingulmark, insieme con Høgni e Fróði, principi dell'Hedmark e Høgni Káruson catturarono gran parte del Ringerike. Gandálfr e il figlio Háki pensarono poi di attaccare per terra e per mare il Vestfold ma Guthormr riuscì a intercettare ed annientare una forza di trecento uomini comandata dal secondo nell'Hakadal per poi sconfiggere il padre che fu costretto a ritirarsi nel suo regno. Allora i tre figli di Gandálfr, i principi dell'Hedmark, Høgni e Guðbrandr (hersir di Guðbrandsdalen) si riunirono a Ringsaker per stabilire un'alleanza. Una sera gli uomini di Guthormr circondarono silenziosamente il luogo di riunione e gli diedero fuoco, bruciando tutti coloro che vi erano all'interno fatta eccezione per i figli di Eystein che opposero resistenza ma vennero uccisi. In questo modo Harald divenne in una volta sola signore di Ringerike, Hedmark, Hadaland, Guðbrandsdalen, Romerike e Toten; poco dopo Gandálfr venne nuovamente sconfitto in battaglia e cedette il Vingulmork.

### Ascesa al potere
Secondo una leggenda popolare contenuta nella Haralds saga ins Hårfagra, l'unificazione della Norvegia sarebbe legata a una storia d'amore. Harald, invaghitosi di Gyða, figlia di re Eiríkr di Hordaland, le inviò una proposta di matrimonio tramite un'ambasceria. L'altera ragazza la rifiutò affermando che Harald era solo uno dei tanti monarchi della Norvegia e che lo avrebbe sposato solo quando fosse diventato re di tutta la Norvegia, come lo erano Erik Anundsson per la Svezia e Gorm per la Danimarca. Harald apprezzò il coraggio della ragazza e quella risposta lo spronò a voler diventare il primo sovrano di una Norvegia unita. Fece quindi voto di non tagliarsi né pettinarsi i capelli finché non fosse diventato l'unico re di Norvegia, per questo motivo gli fu affibbiato il soprannome di Lúfa che significa letteralmente "dai capelli folti e disordinati". Dopo l'unificazione della Norvegia e la campagna nelle Isole Britanniche, avendo mantenuto il giuramento, si fece tagliare i capelli da Rögnvaldr il Possente (inn Ríki), jarl di Møre e Romsdal che lo soprannominò "Bellachioma" (Hårfagra).

### La battaglia di Hafrsfjord
Nell'866, Harald ottenne la prima serie di conquiste su vari piccoli regni che avrebbero composto la futura Norvegia (la zona sudorientale) e l'attuale regione di Värmland in Svezia, sotto controllo del re dello Svealand, Eric Eymundsson (Erik Anundsson). Nell'872, dopo la grande battaglia di Hafrsfjord, vicino a Stavanger, divenne re supremo (sebbene egli sia considerato il primo sovrano norvegese, in realtà controllò solo la costa occidentale).

### Maturità
Non riuscendo ad eliminare definitivamente molti dei suoi avversari, il suo regno era minacciato costantemente, dato che un consistente numero di essi si erano rifugiati non solo in Islanda, ma anche nelle isole Orkney, nelle Shetland, nelle Ebridi, nelle Isole Fær Øer e in Scozia. Da qui compirono scorrerie in Norvegia e in Europa. 
Non tutti i suoi nemici, però, se ne andarono volontariamente. Infatti, molti capi norvegesi, ricchi e rispettati, essendo una minaccia, vennero spinti da Harald a lasciare le loro terre. Questa sua linea di condotta portò a molti insediamenti in Islanda. In un certo senso, quindi, Harald contribuì alla formazione della moderna società di quest'isola e alla scrittura della Saga islandese. Il numero di questi “esiliati” fu accresciuto da gente norvegese scontenta per la tassazione imposta da Harald sulle terre, cosa che, prima, sembra non esistesse. Alla fine, Harald fu costretto a fare una spedizione nell'ovest, per ripulire le isole e la terraferma scozzesi dai Vichinghi. 
Un gran numero di loro si recò in Islanda, dove crearono un proprio stato, mentre Harald conquistò le piccole isole della Scozia. 
Harald ebbe rapporti d'amicizia con il sovrano inglese Atelstano d'Inghilterra.

### Vecchiaia
L'ultima parte del suo regno fu disturbato dal disaccordo tra i suoi molti figli. Egli dette loro il titolo reale e gli assegnò terre, che governavano come suoi rappresentanti, ma ciò non pose fine al disaccordo, che, anzi, continuò anche in seguito. Divenuto molto vecchio, Harald dette il potere supremo al figlio favorito, Eirik Ascia insanguinata, con l'intento di farne il suo successore. Eirik I regnò a fianco del padre Harald, ormai ottantenne. Due anni dopo, nel 932, quest'ultimo morì. 

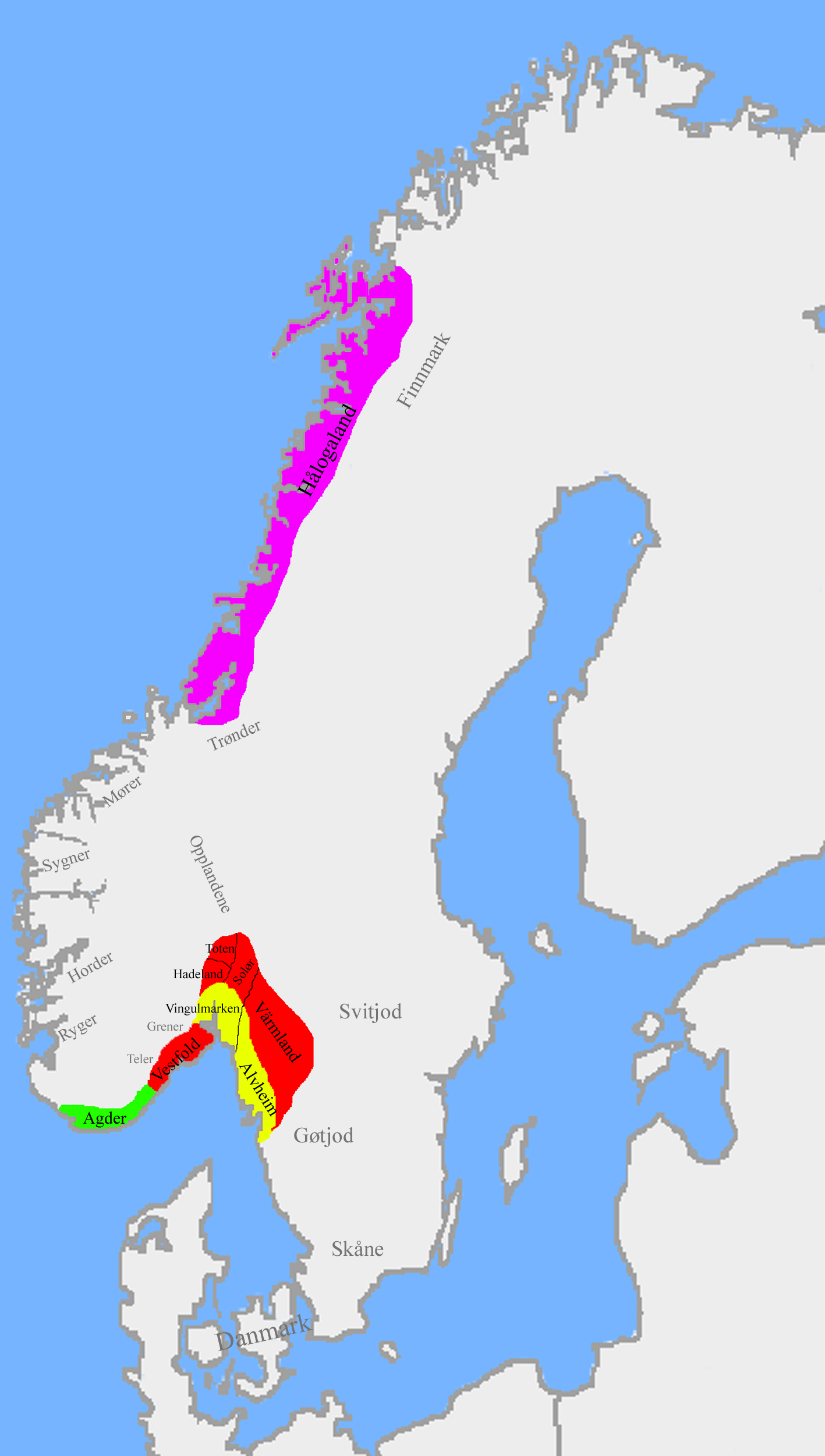
I regni norvegesi alla morte di Gudrød il Cacciatore, ca. 820 D.C. I regni più importanti erano Vestfold (rosso), Hålogaland (viola), Alvheim (giallo) e Agder (verde).
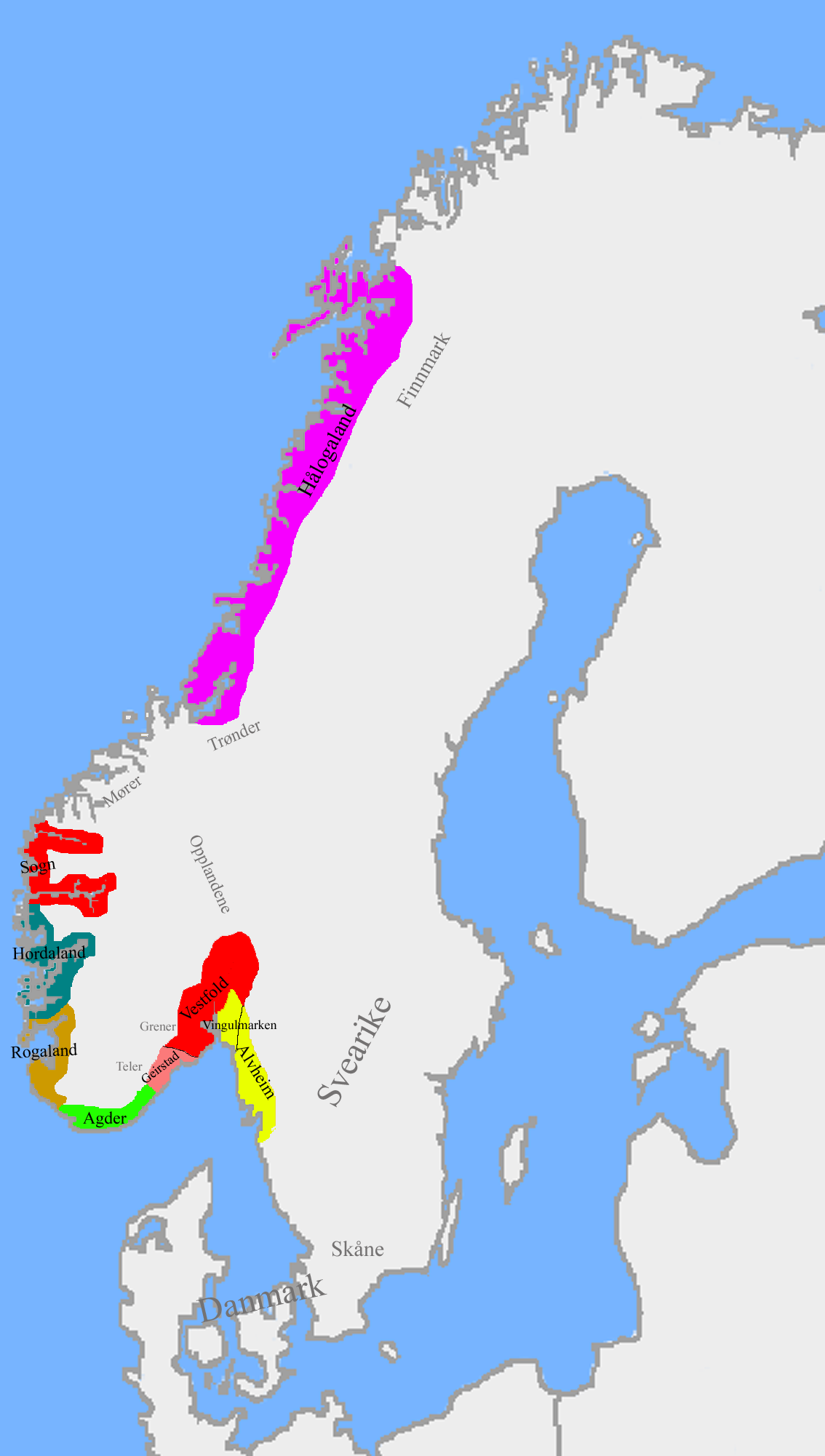
I regni norvegesi alla morte di Halfdan il Nero, ca. 860 D.C.. Il regno ereditato da Harald Bellachioma è in rosso.
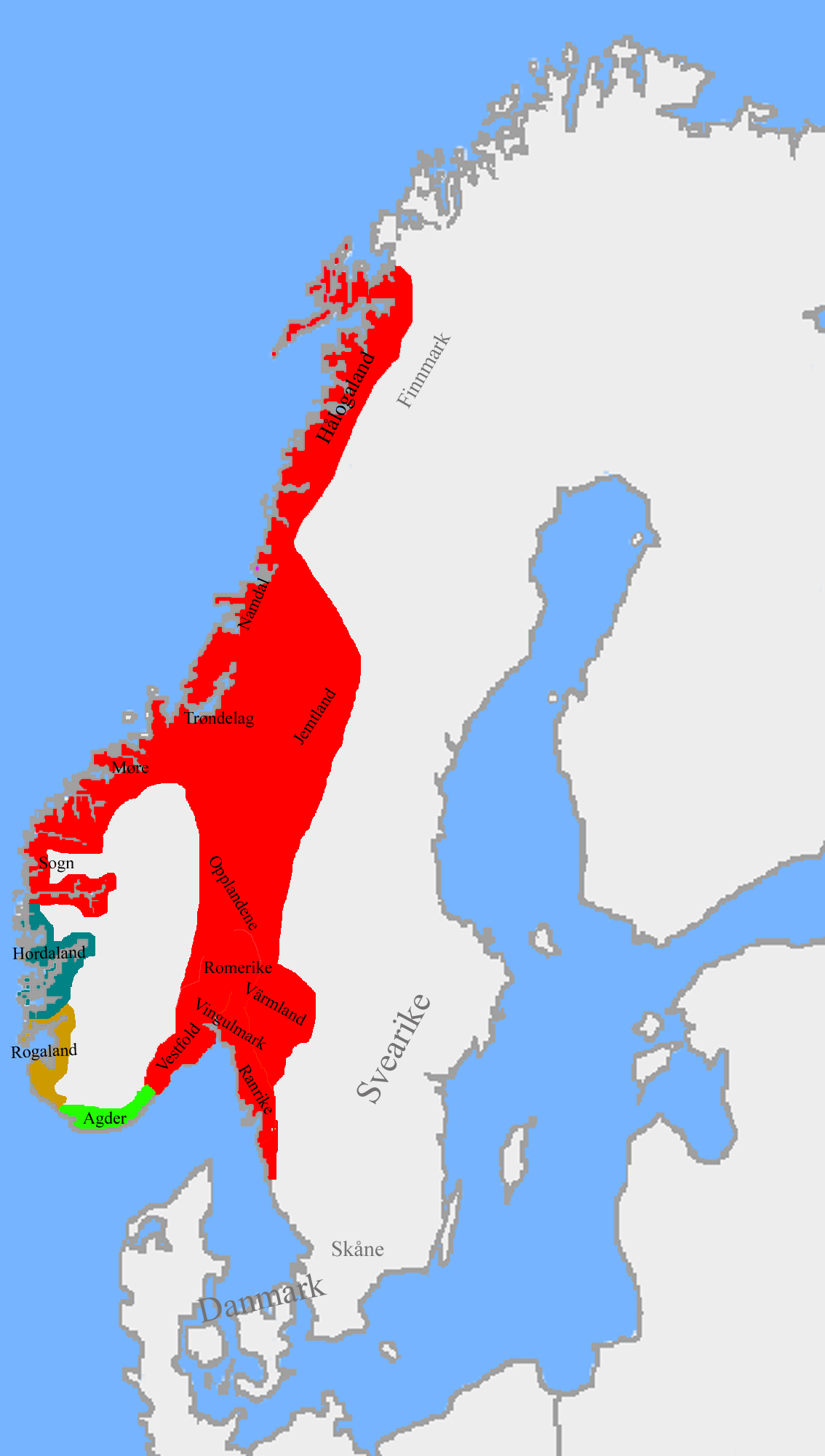
I regni norvegesi attorno al 872 D.C. (il regno unificato è in rosso) prima della Battaglia di Hafrsfjord.
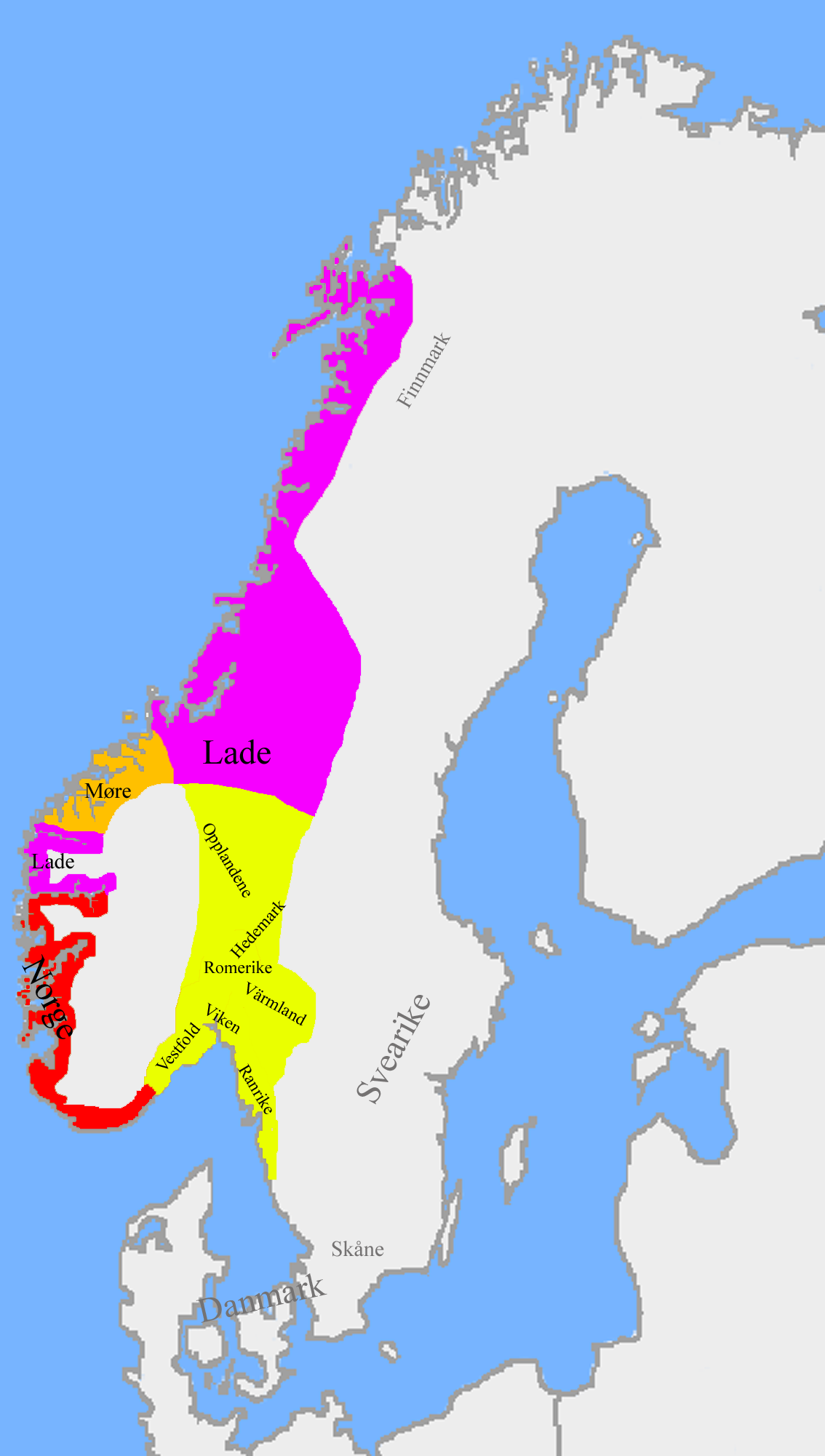
La divisione del regno operata da re Harald I attorno al 930 D.C.. Le aree in giallo sono i piccoli regni, il viola è il dominio dei conti di Lade, la parte in arancione è il territorio dei conti di Møre.
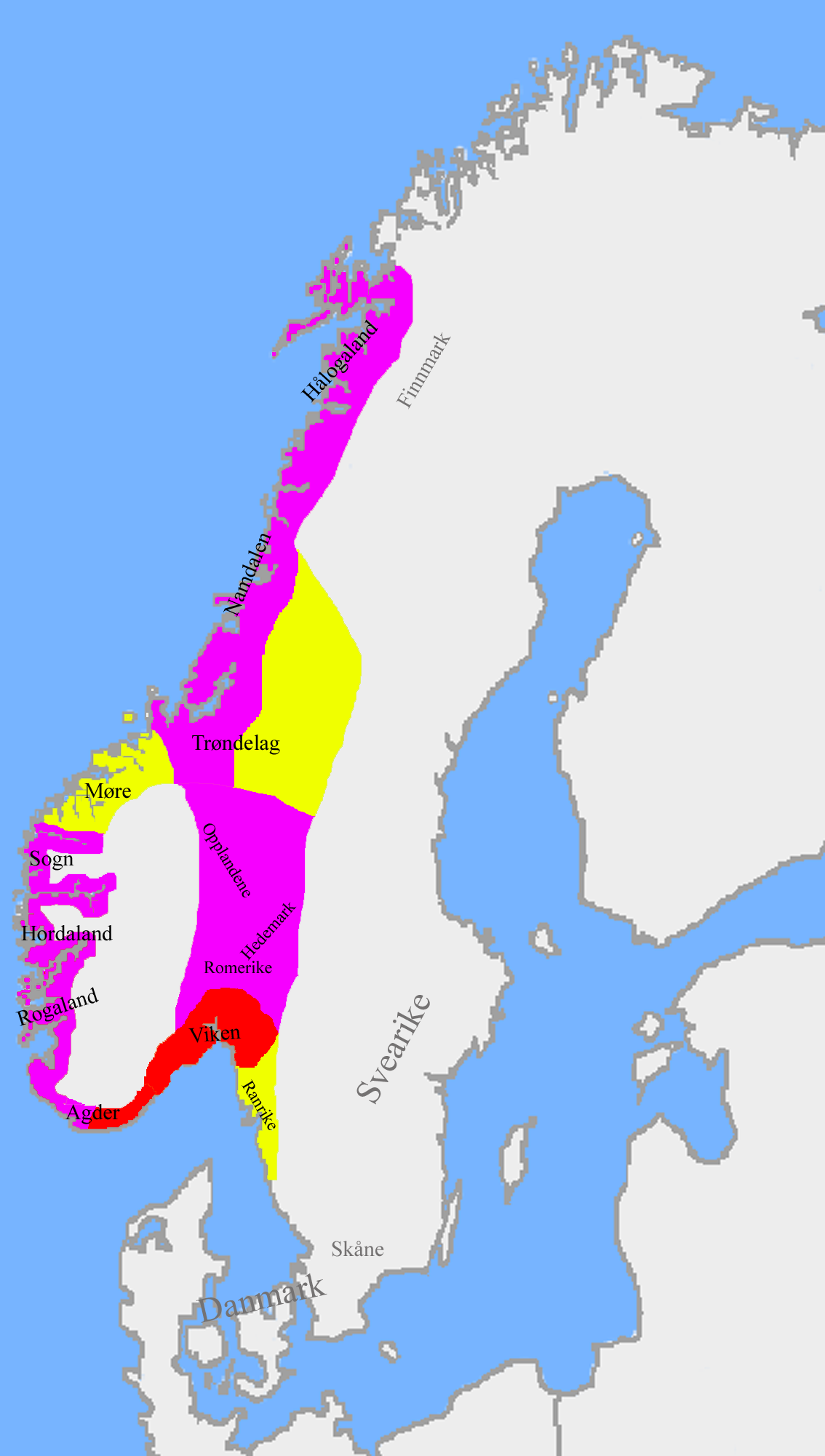
La divisione del regno dopo la battaglia di battaglia di Svolder (1000) tra la Svezia (giallo), la Danimarca (rosso) ed i conti di Lade (viola).
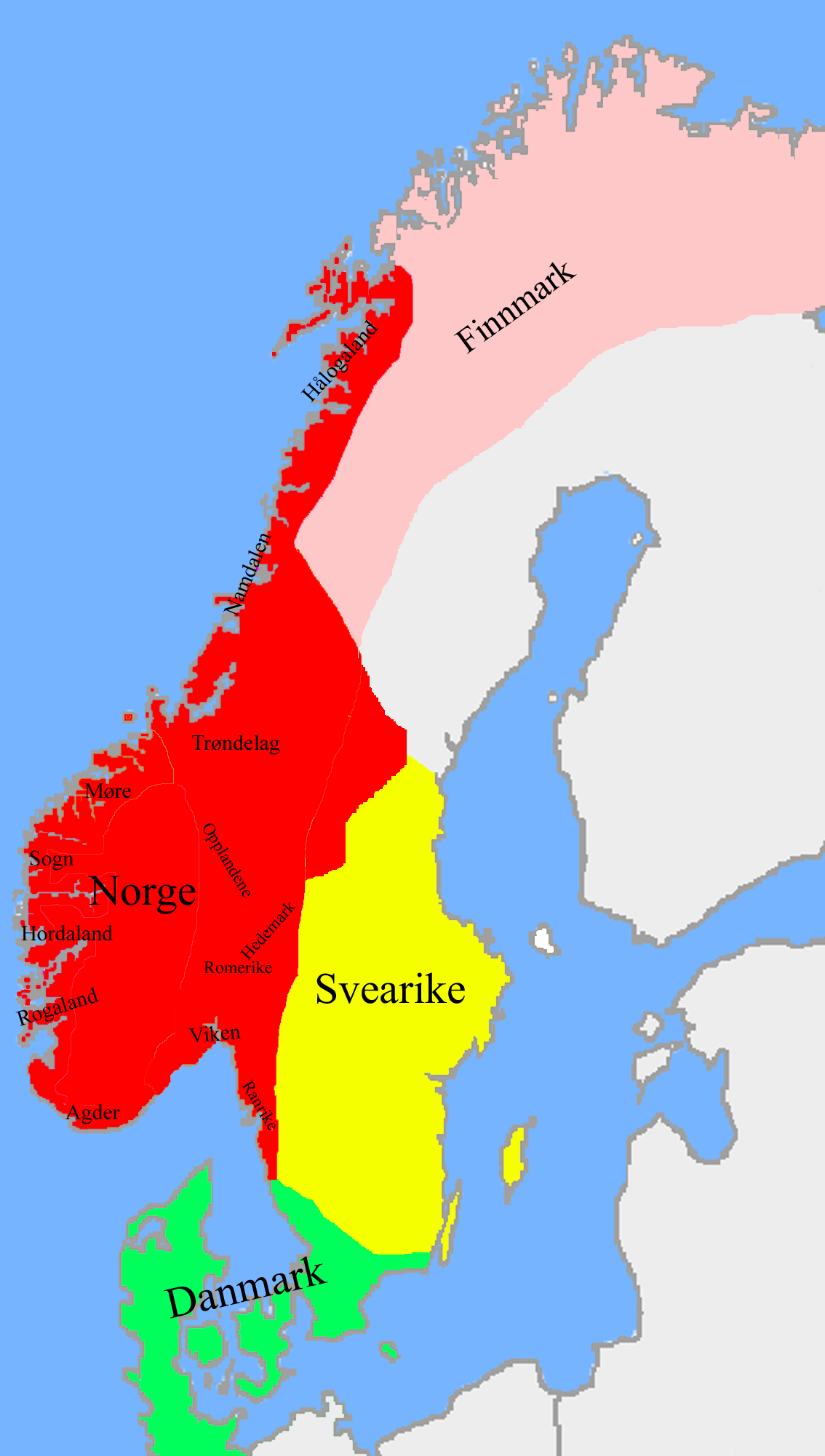
Unificazione del regno sotto Sant'Olav, attorno al 1020 D.C.. In rosa è indicato il Finnmark, abitato dai Sami, la maggior parte dei quali pagavano tributo ai re di Norvegia.

## Ascendenza secondo le saghe
|                         |               |                      | Genitori                 |  |  | Nonni                 |  |  | Bisnonni        |  |
|                         |               |                      |                          |  |  | Guðröðr il Cacciatore |  |  | Halfdan il Mite |  |
|                         |               |                      |                          |  |  | Guðröðr il Cacciatore |  |  | Halfdan il Mite |  |
|                         |               | Liv Dagsdóttir       |                          |  |  | Guðröðr il Cacciatore |  |  |                 |  |
| Halfdan il Nero         |               |                      |                          |  |  | Guðröðr il Cacciatore |  |  |                 |  |
|                         |               | Åsa Haraldsdottir    | Harald Granraude         |  |  |                       |  |  |                 |  |
|                         |               | Åsa Haraldsdottir    | Harald Granraude         |  |  |                       |  |  |                 |  |
|                         |               | Åsa Haraldsdottir    | Gunnhild Ragnvaldsdóttir |  |  |                       |  |  |                 |  |
| Harald I                |               | Åsa Haraldsdottir    |                          |  |  |                       |  |  |                 |  |
|                         | Sigurðr Hjørt | Helgi Hvassi         |                          |  |  |                       |  |  |                 |  |
|                         | Sigurðr Hjørt | Helgi Hvassi         |                          |  |  |                       |  |  |                 |  |
|                         | Sigurðr Hjørt | Áslaug Sigurðsdóttir |                          |  |  |                       |  |  |                 |  |
| Ragnhildr Sigurðsdóttir | Sigurðr Hjørt |                      |                          |  |  |                       |  |  |                 |  |
|                         |               | Thorny Haralddóttir  | Harald Klak              |  |  |                       |  |  |                 |  |
|                         |               | Thorny Haralddóttir  | Harald Klak              |  |  |                       |  |  |                 |  |
|                         |               | Thorny Haralddóttir  | ?                        |  |  |                       |  |  |                 |  |
|                         |               | Thorny Haralddóttir  |                          |  |  |                       |  |  |                 |  |

## Discendenza
Secondo la Haralds saga ins Hårfagra, contenuta nell'Heimskringla, Harald ebbe almeno sette mogli ed almeno ventitré figli, molti dei quali divennero re e due di essi furono suoi successori quali re di Norvegia. Harald fu inoltre il nonno di re Harald II.
Figli avuti da Ása, figlia di Hákon Grjótgardsson, jarl di Lade: 
- Guthormr Haraldsson, re di Ranrike
- Hálfdanr "Svarti" Haraldsson, re di Trøndelag
- Hálfdanr "Hvíti" Haraldsson, re di Trøndelag
- Sigfrøðr Haraldsson, re di Trøndelag

Figli avuti da Gyða, figlia di Eiríkr, re di Hordaland:
- Álof "Árbót" Haraldsdóttir, moglie di Þórir "Þegjandi" Rögnvaldsson, jarl di Møre e Romsdal
- Hrœrekr Haraldsson, grande feudatario di Hordaland
- Sigtryggr Haraldsson, re di Romerike e di Telemark
- Fróði Haraldsson, re di Romerike e di Telemark
- Þorgils Haraldsson, re di Romerike e di Telemark, in passato identificato con Turgesius (nonostante le discordanze nelle date), re di Dublino

Figli avuti da Ragnhildr, figlia di Eiríkr, re dello Jutland:
- Eiríkr "Blódøx" Haraldsson detto "il Sanguinario" o "Ascia Insanguinata", re di Hordaland, Nordmøre, Hålogaland e Romsdal poi re di Norvegia (930-934).

Figli avuti da Svanhildr, figlia di Eysteinn, jarl di Hedmark: 
- Óláfr "Geirstaðaálfr" Haraldsson, re di Vingulmork poi di Ranrike ed infine di Vík
- Björn "Farmann" Haraldsson, re di Vestfold
- Ragnarr "Rykkill" Haraldsson, re di Hedmark e Gudbrandsdalen

Figli avuti da Áshildr, figlia di Hringr, jarl di Ringerike:
- Dagr Haraldsson, re di Hedmark e Gudbrandsdalen
- Hringr Haraldsson, re di Hedmark e Gudbrandsdalen
- Guðrøðr "Skyrja" Haraldsson, grande feudatario di Sogn
- Ingigerðr Haraldsdóttir

Figli avuti da Snæfrídr, figlia Svási il Finnico: 
- Sigurðr "Hrísi" Haraldsson, re di Ringerike, Hadeland e Toten
- Hálfdanr "Háleggr" Haraldsson, ucciso tramite aquila di sangue da Einarr "Torf" Rögnvaldsson
- Guðrøðr "Ljómi" Haraldsson, re di Ringerike, Hadeland e Toten
- Rögnvaldr "Réttilbeini" Haraldsson, re di Ringerike, Hadeland e Toten

Figli avuti da Þóra "Morstrstöng":
- Håkon "Aðalsteinsfóstri" Haraldsson, re di Norvegia (934-961).

Altri figli:
- Ingibjørg Haraldsdóttir

## Nella cultura di massa
Nella serie Vikings è interpretato da Peter Franzén. 
È presente in Assassin's Creed: Valhalla come alleato. 
Appare in maniera postuma nel manga Vinland Saga.